# والتر بوکه
والتر بوکه (انگلیسی: Walter Boucquet; ۱۱ مهٔ ۱۹۴۱ – ۱۰ فوریهٔ ۲۰۱۸) دوچرخه‌سوار اهل بلژیک بود.